# Архитектурный аудит
Архитектурный аудит (в зарубежной практике часто определяется как Building Inspection и Real Estate Due Diligence) — процедура независимой оценки объекта недвижимости, направленной на исследование комплекса параметров, определяющих соответствие сертификационным стандартам и экономическую эффективность проекта.
Архитектурный аудит может быть осуществлен как на этапе проектирования объекта недвижимости, так и после вывода на рынок. При проведении аудита на различных стадиях реализации проекта его содержание и характер рекомендаций могут сильно отличаться. Результатом архитектурного аудита является отчет, содержащий исчерпывающее описание характеристик объекта и список рекомендаций.
В результате проведения архитектурного аудита могут быть достигнуты следующие цели:
оптимизация финансовых издержек,
повышение безопасности эксплуатации объекта,
выбор концепции наиболее эффективного использования (best use).
Заказчиками архитектурного аудита выступают инвесторы, девелоперы или собственники недвижимого имущества.